# Karjer 75 km
Karjer 75 km (ros. Карьер 75 км) – przystanek kolejowy w lasach, w rejonie łomonosowskim, w obwodzie leningradzkim, w Rosji. Położony jest na linii z Dworca Bałtyckiego do Wiejmarna, w oddaleniu od stałych skupisk ludzkich. W pobliżu znajdują się niewielkie osiedle dacz oraz kopalnia odkrywkowa.